# Ḵ
Das Ḵ (kleingeschrieben ḵ) ist ein Buchstabe des lateinischen Schriftsystems. Er besteht aus einem K mit Unterstrichakzent.
Der Buchstabe ist häufig in Alphabeten der nordamerikanischen Ureinwohnersprachen zu finden – sowohl die Saanich- als auch die Squamish-Orthographien kennen das Ḵ und verwenden es, um einen stimmlosen uvularen Plosiv (IPA: q) darzustellen.
Der Buchstabe wird auch in ISO 259 zur Transliteration des hebräischen Buchstaben Kaph verwendet, wenn dieser als stimmloser velarer bzw. stimmloser uvularer Frikativ zu realisieren ist.

## Darstellung auf dem Computer
Unicode enthält das Ḵ an den Codepunkten U+1E34 (Großbuchstabe) und U+1E35 (Kleinbuchstabe)
In HTML lässt sich ein ähnlicher Buchstabe bilden, indem man ein K mit dem <u>-Tag unterstreicht.